# Exilia vagrans
Exilia vagrans is een slakkensoort uit de familie van de Ptychatractidae. De wetenschappelijke naam van de soort is voor het eerst geldig gepubliceerd in 2001 door Kantor & Bouchet.